# Catedral de Santa Filomena (Mysore)
La Catedral de Santa Filomena o Catedral de Mysore es una iglesia católica, catedral de la diócesis de Mysore, en el estado de Karnataka, India. Su nombre completo es la Catedral de San José y Santa Filomena, por lo que también es conocida como Catedral de San José. Fue construida en 1936 en un estilo neogótico y su arquitectura fue inspirada en la Catedral de Colonia, en Alemania. Es una de las iglesias más altas de Asia.
La iglesia fue diseñada por un francés de apellido Daly. La planta de la catedral se asemeja a una cruz. La parte larga de la cruz es la sala de congregación llamada la nave. Los dos brazos de la cruz son los transeptos. La parte que contiene el altar y el coro es el cruce. La catedral tiene una cripta que alberga una estatua dedicada a Santa Filomena. Las torres gemelas de la iglesia son de 175 pies (53 m) de altura y se asemejan a las agujas de la Catedral de Colonia y también a las agujas de la Iglesia de San Patricio en la ciudad de Nueva York. La sala principal (nave) tiene capacidad para 800 personas y contiene vitrales que representan escenas del nacimiento de Cristo, la Última Cena, la Crucifixión, la Resurrección y la Ascensión de Cristo.

## Véase también

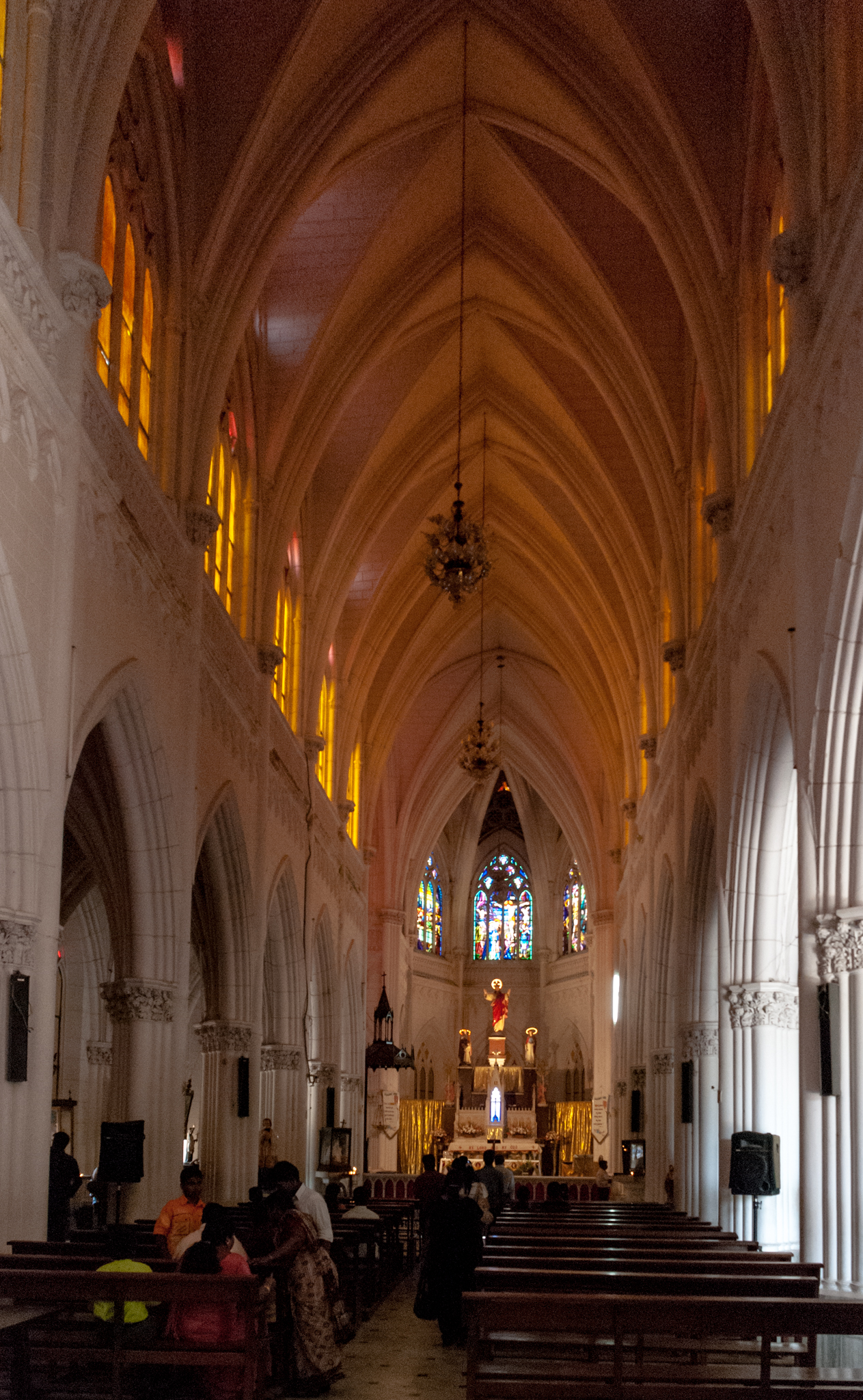
Vista interna